# Oparno

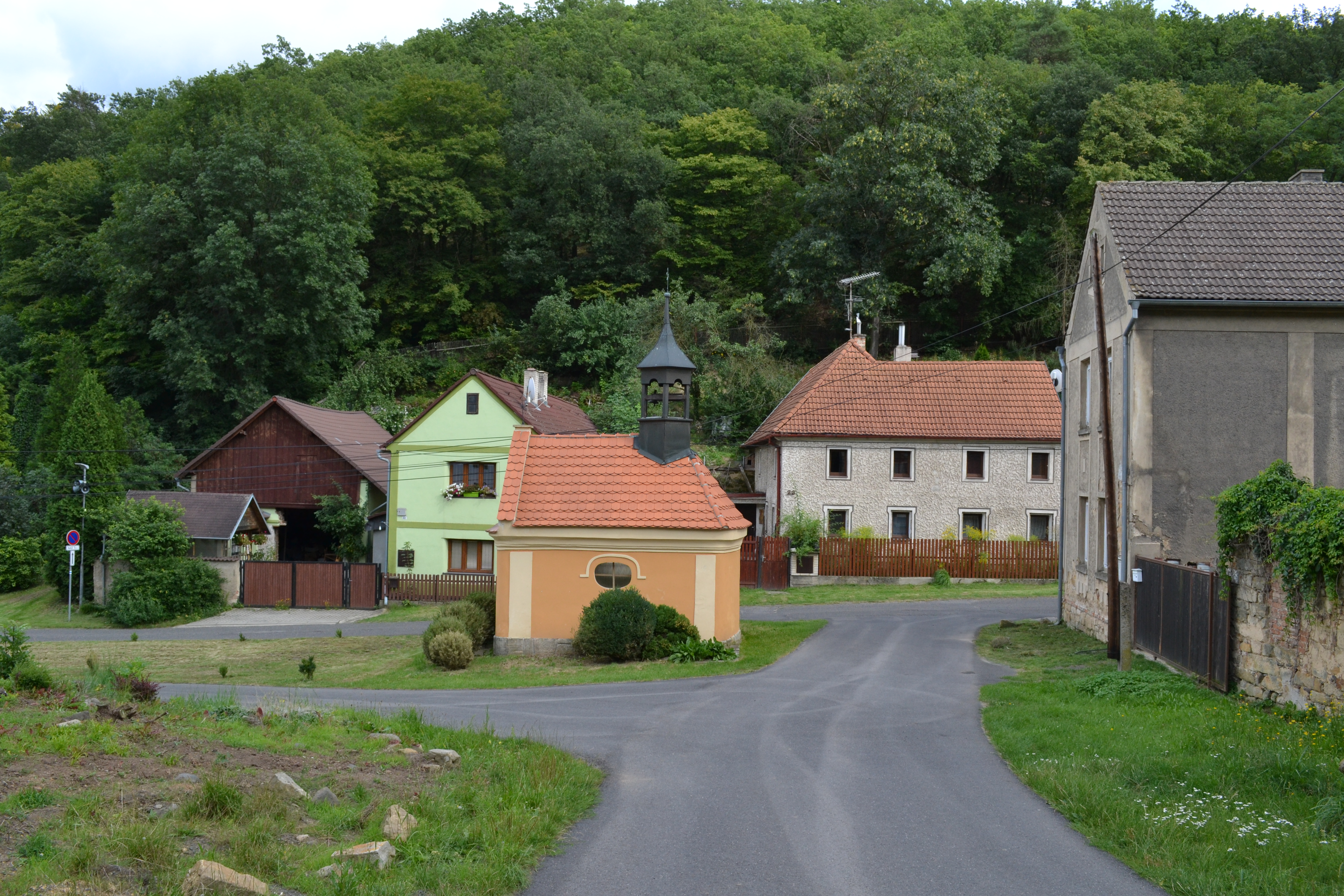
Die Kapelle von Oparno

Oparno, früher Opárno (deutsch Wopparn) ist ein Dorf und Teil der Gemeinde Velemín in Tschechien. Das Dorf liegt sieben Kilometer nordwestlich von Lovosice und gehört zum nordböhmischen Okres Litoměřice.

## Geographie
Oparno befindet sich im linkselbischen Böhmischen Mittelgebirge. Nördlich des Dorfes befindet sich das Opárenské údolí (Wopparner Tal). In diesem malerischen Kerbsohlental fließt der Milešovský potok (Milleschauer Bach) nach Osten in Richtung Malé Žernoseky, wo der Bach in die Elbe mündet. Südöstlich des Ortes erhebt sich der Kegelberg Lovoš (570 m) (Lobosch).
Nachbarorte sind Chotiměř im Norden, Malé Žernoseky im Osten, Bílinka im Süden sowie Velemín im Westen.
Durch das Tal führt die Bahnstrecke Lovosice–Teplice der nordböhmischen Transversalbahn mit einem Haltepunkt unterhalb des Ortes.

## Geschichte
1991 hatte der Ort 80 Einwohner. Im Jahre 2001 bestand das Dorf aus 45 Wohnhäusern, in denen 64 Menschen lebten.

## Sehenswürdigkeiten
- Opárenské údolí (Wopparner Tal)
- Burgruine Oparno nördlich des Orts
- Berg Lovoš